# Òmicron1 del Cranc
|  | No s'ha de confondre amb Òmicron2 Cancri. |

Òmicron¹ del Cranc (ο¹ Cancri) és un estel a la constel·lació del Cranc (Càncer). De magnitud aparent +5,23, és l'onzè estel més brillant a la seva constel·lació. S'hi troba, d'acord a la nova reducció de les dades de paral·laxi d'Hipparcos, a 149 anys llum de distància del sistema solar. Comparteix la denominació de Bayer «òmicron» amb Òmicron² Cancri; ambdós estels tenen moviment propi semblant i s'hi troben a igual distància, cosa per la qual podrien constituir una binària molt àmplia.
Òmicron¹ Cancri està catalogada com una gegant blanca de tipus espectral A5III, també classificada com A6V. La seva superfície té una temperatura d'entre 8.330 i 8.800 K, xifra que varia segons la font consultada. Amb un radi gairebé el doble que el radi solar, gira sobre si mateixa amb una velocitat de rotació igual o superior a 91 km/s. Quant a la seva composició química, Òmicron¹ Cancri té una relació oxigen/hidrogen igual a la del Sol, sent, no obstant això, netament superior el seu contingut relatiu de ferro [Fe/H] = +0,31. Així mateix, mostra un nivell de bari vuit vegades més elevat que el solar ([Ba/H] = +0,92). La seva edat s'estima en 400 milions d'anys.
Òmicron¹ Cancri està envoltada per un disc circumestel·lar de pols i enderrocs el semieix major dels quals és de 46 ua. La temperatura dels grans de pols —considerats com un cos negre— és de 85 K.